# Colegiul Economic „Partenie Cosma” din Oradea

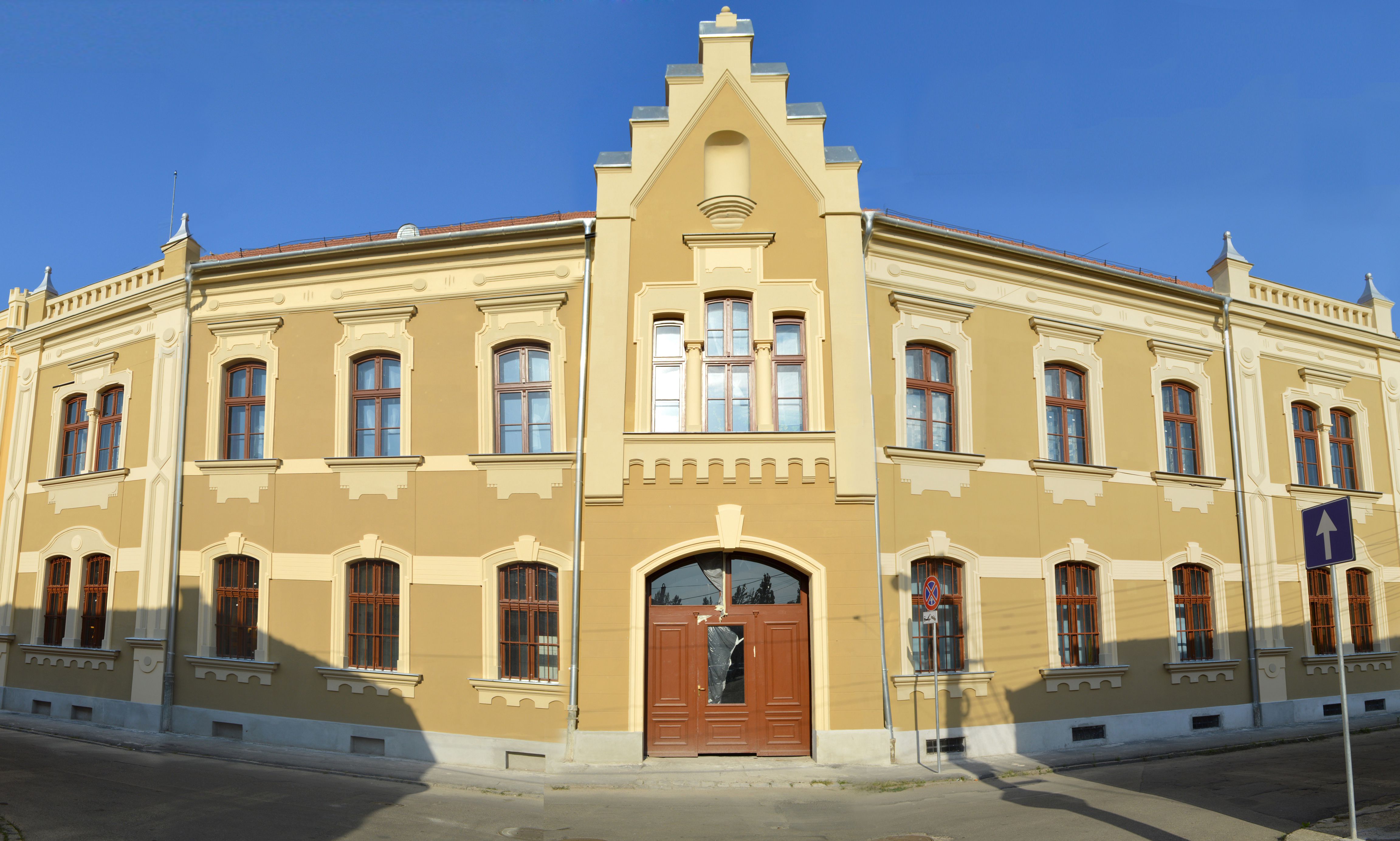
Fostul sediu al colegiului „Partenie Cosma”, înainte de a fi retrocedat, actualmente liceul „Szent László”

Colegiul Economic „Partenie Cosma” din Oradea este o instituție publică de învățământ preuniversitar (liceu).

## Istoric
• 15.10.1927 - Încep cursurile ,,Școlii Superioare de comerț'' în localul școlii "Notre Dame de Sion";
• 1936 - "Școala Superioară de Comerț" pentru băieți se transformă în "Liceul Comercial de Băieți" și își are sediul pe strada Ep. R. Ciorogariu, nr.20;
• 1937 - M. I. Publice acordă dreptul ca "Liceul Comercial de Băieți" să poarte numele de Liceul Comercial "Partenie Cosma",care va funcționa până în 1940;
• 1945 - Sub conducerea profesorului Iosif Silaghi Sălăgeanu se reînființează "Liceul Comercial" și odată cu acesta "Școala Profesională Comercială";
• 1948 - Liceul funcționează sub denumirea de "Școala Medie Tehnică de Administrație Economică" până în 1954, când e desființată
• 1966 - Se înființează sub numele ,,Liceul Economic" sub conducerea prof. Țent Gheorghe, pe str. Clujului, nr. 66;
• 1972-1975 - Școala funcționează sub denumirea de "Grup Școlar Comercial" când se reînființează "Școala Profesională Comercială";
• 09.1983 - Liceul se mută în sediul actual de pe str. Orșovei nr.5, funcționând sub denumirea de Grupul Școlar Economic "Partenie Cosma", Oradea;
• 13.11.2001 - Prin OMEC nr. 5024 s-a aprobat ca începând cu anul școlar 2001- 2002 Grupul Școlar să poarte denumirea de Colegiul Economic "Partenie Cosma".
• Intre 1983 - 2010, liceul functionează în locația de pe str. Orsovei (Partenie Cosma) și datorită faptului că clădirea a fost retrocedată de fapt Episcopiei Romano-Catolice, liceul a fost mutat provizoriu pe str. Clujului nr. 66
• În anul școlar 2010/2011, liceul functionează provizoriu în locația inițială de pe str. Clujului nr. 66, acolo unde s-a si reinființat
• Începand cu 1 septembrie 2011, liceul se mută în actuala locație, de pe str. Armatei Romane nr. 1 A, în primul corp de clădire din viitorul campus școla
• 1 septembrie 2016 Colegiul economic Partenie Cosma Oradea funcționează pe str. Armatei Romane nr. 1F.  